# Eloeophila maculata
Eloeophila maculata ist eine Mücke aus der Familie der Stelzmücken (Limoniidae).

## Merkmale
Die Mücke erreicht eine Körperlänge von 8 bis 10 Millimetern. Ihr Hinterleib ist gelbbraun gefärbt, am Thorax verlaufen am Rücken zwei braun gefärbte Linien, die von gleichfarbigen Punkten flankiert werden. Die verhältnismäßig großen Flügel tragen viele dunkle Flecken entlang den Längsadern. 

## Lebensweise und Verbreitung
Die Tiere kommen in Mittel- und Südeuropa vor und besiedeln feuchte Wälder und Bruchwälder. Die Imagines fliegen von Juni bis September. 